# Liste der Träger des Ritterkreuzes von Befehlshabern der Kriegsmarine
Die nachfolgende Liste der Träger des Ritterkreuzes des Eisernen Kreuzes von Befehlshabern der Kriegsmarine beinhaltet alle 15 in der Literatur erwähnten Verleihungen des Ritterkreuzes des Eisernen Kreuzes an Angehörige der Admiralität der Kriegsmarine von September 1939 bis April 1945. Keiner der hier aufgeführten Personen wurde anschließend mit dem Eichenlaub zum Ritterkreuz des Eisernen Kreuzes ausgezeichnet.
Mit Vizeadmiral Otto Schniewind und Admiral Kurt Fricke wurde zweimal der Chef des Stabes der Skl Ritterkreuzes des Eisernen Kreuzes ausgezeichnet. Auch der Kommandierende Admiral Schwarzes Meer wurde mit Vizeadmiral Gustav Kieseritzky und Vizeadmiral Helmuth Brinkmann zweimal mit der Auszeichnung bedacht.

## Verleihungsübersicht

### 1939
| Nummer | Name                     | Ritterkreuz        | Eichenlaub | Position bei der Verleihung | Letzter Dienstgrad in der Marine |
| 1.     | Großadmiral Erich Raeder | 30. September 1939 |            | Oberbefehlshaber der Marine | Großadmiral (Kriegsmarine)       |

### 1940
| Nummer | Name                              | Ritterkreuz    | Eichenlaub | Position bei der Verleihung                      | Letzter Dienstgrad in der Marine |
| 2.     | Vizeadmiral Otto Schniewind       | 21. April 1940 |            | Chef des Stabes der Skl                          | Generaladmiral (Kriegsmarine)    |
| 3.     | Generaladmiral Alfred Saalwächter | 9. Mai 1940    |            | Oberbefehlshaber des Marinegruppenkommandos West | Generaladmiral (Kriegsmarine)    |
| 4.     | Admiral Rolf Carls                | 14. Juni 1940  |            | Oberbefehlshaber des Marinegruppenkommandos Ost  | Generaladmiral (Kriegsmarine)    |

### 1942
| Nummer | Name                | Ritterkreuz     | Eichenlaub | Position bei der Verleihung | Letzter Dienstgrad in der Marine |
| 5.     | Admiral Kurt Fricke | 1. Oktober 1942 |            | Chef des Stabes der Skl     | Admiral (Kriegsmarine)           |

### 1943
| Nummer | Name                           | Ritterkreuz       | Eichenlaub | Position bei der Verleihung                       | Letzter Dienstgrad in der Marine |
| 6.     | Admiral Otto von Schrader      | 19. August 1943   |            | Kommandierender Admiral der Norwegische Westküste | Admiral (Kriegsmarine)           |
| 7.     | Vizeadmiral Gustav Kieseritzky | 20. November 1943 |            | Kommandierender Admiral Schwarzes Meer            | Vizeadmiral (Kriegsmarine)       |

### 1944
| Nummer | Name                          | Ritterkreuz        | Eichenlaub | Position bei der Verleihung                                              | Letzter Dienstgrad in der Marine |
| 8.     | Vizeadmiral Helmuth Brinkmann | 17. Mai 1944       |            | Kommandierender Admiral Schwarzes Meer                                   | Vizeadmiral (Kriegsmarine)       |
| 9.     | Konteradmiral Otto Schulz     | 17. Mai 1944       |            | Kommandant der Seeverteidigung Krim                                      | Konteradmiral (Kriegsmarine)     |
| 10.    | Konteradmiral Walter Hennecke | 26. Juni 1944      |            | Kommandanten der Seeverteidigung Normandie                               | Konteradmiral (Kriegsmarine)     |
| 11.    | Konteradmiral Otto Kähler     | 15. September 1944 |            | Kommandant der Seeverteidigung der Bretagne und Festungskommandant Brest | Konteradmiral (Kriegsmarine)     |
| 12.    | Vizeadmiral Werner Lange      | 28. Oktober 1944   |            | Kommandierender Admiral Ägäis                                            | Vizeadmiral (Kriegsmarine)       |

### 1945
| Nummer | Name                           | Ritterkreuz     | Eichenlaub | Position bei der Verleihung         | Letzter Dienstgrad in der Marine |
| 13.    | Generaladmiral Walter Warzecha | 25. Januar 1945 |            | Chef der Kriegsmarinewehr           | Generaladmiral (Kriegsmarine)    |
| 14.    | Vizeadmiral Ernst Schirlitz    | 11. März 1945   |            | Kommandant der Festung La Rochelle  | Vizeadmiral (Kriegsmarine)       |
| 15.    | Konteradmiral Hans Michahelles | 30. April 1945  |            | Kommandant der Festung Gironde Nord | Konteradmiral (Kriegsmarine)     |